# Kazuki Hara
Kazuki Hara (原 一樹 Hara Kazuki?, nacido el 5 de enero de 1985 en Chiba) es un futbolista japonés que se desempeña como delantero.

## Trayectoria

### Clubes
| Club                | País  | Año         |
| ------------------- | ----- | ----------- |
| Shimizu S-Pulse     | Japón | 2007 - 2010 |
| Urawa Reds          | Japón | 2011        |
| Kyoto Sanga FC      | Japón | 2012 - 2013 |
| Giravanz Kitakyushu | Japón | 2014 - 2016 |
| Kamatamare Sanuki   | Japón | 2017 -      |

## Estadística de carrera

### J. League
| Club                | Año   | J. League | J. League | Copa J. League | Copa J. League | Total | Total |
| Club                | Año   | Part.     | Goles     | Part.          | Goles          | Part. | Goles |
| ------------------- | ----- | --------- | --------- | -------------- | -------------- | ----- | ----- |
| Shimizu S-Pulse     | 2007  | 1         | 0         | 1              | 0              | 2     | 0     |
| Shimizu S-Pulse     | 2008  | 26        | 6         | 9              | 1              | 35    | 7     |
| Shimizu S-Pulse     | 2009  | 25        | 3         | 8              | 2              | 33    | 5     |
| Shimizu S-Pulse     | 2010  | 10        | 2         | 9              | 2              | 19    | 4     |
| Urawa Reds          | 2011  | 10        | 0         | 1              | 0              | 11    | 0     |
| Kyoto Sanga FC      | 2012  | 26        | 6         | -              | -              | 26    | 6     |
| Kyoto Sanga FC      | 2013  | 27        | 12        | -              | -              | 27    | 12    |
| Giravanz Kitakyushu | 2014  | 42        | 7         | -              | -              | 42    | 7     |
| Giravanz Kitakyushu | 2015  | 41        | 13        | -              | -              | 41    | 13    |
| Giravanz Kitakyushu | 2016  | 33        | 16        | -              | -              | 33    | 16    |
| Kamatamare Sanuki   | 2017  | 31        | 7         | -              | -              | 31    | 7     |
| Total               | Total | 272       | 72        | 28             | 5              | 300   | 77    |